# Cheminova
Cheminova ist ein dänischer Pflanzenschutzmittelhersteller mit Sitz in Aarhus, der 2014 vom Mutterkonzern Auriga Industries an die US-amerikanische FMC Corporation verkauft wurde. Der Hauptstandort befindet sich im Ort Thyborøn.

## Geschichte
Cheminova wurde 1938 von dem Bauingenieur Gunnar Andreasen in Kopenhagen gegründet. Zunächst stellte das Unternehmen in einer Fabrik nördlich von Kopenhagen Rostschutzmittel her. Während der deutschen Besatzung Dänemarks im Zweiten Weltkrieg wurde die Produktion eingestellt, da die benötigten Rohstoffe nicht verfügbar waren. Stattdessen begann das Unternehmen mit der Herstellung von Alternativen für verschiedene Waren, die in Dänemark aufgrund des Krieges schwer zu beschaffen waren. Dazu gehörten Ersatzstoffe für Rohkautschuk und Zucker sowie Verdünner für Farben und Lacke. Die Fabrik wurde zweimal von dänischen Widerstandsgruppen sabotiert: am 2. Januar 1945 von Holger Danske und am 14. Februar 1945 von der BOPA.
Von 1944 bis 1946 wurde eine neue Fabrik, ebenfalls in der Nähe von Kopenhagen, in Måløv Byvej 229–233, Måløv, gebaut. Die Produktion konzentrierte sich dort auf Insektizide, da der Sieg der Alliierten zur Freigabe mehrerer deutscher Patente für diese Chemikalien geführt hatte. Die Fabrik hatte jedoch ständige Auseinandersetzungen mit den Anwohnern und den örtlichen Behörden wegen der Auswirkungen der Abwässer der Fabrik auf die Gewässer. Unter anderem aus diesem Grund verlagerte das Unternehmen 1953 seinen Betrieb nach Harboøre Tange (eine große Sandbank) und Rønland (eine Halbinsel) in der Nähe von Lemvig in Westjütland, wo sich der Hauptbetrieb bis heute befindet.
Ein weiterer Grund für die Verlagerung war das Vorhandensein eines großen Salzstocks unter Rønland: Chlor war ein wichtiger Bestandteil der Produkte des Unternehmens, und man ging davon aus, dass das neue Werk dieses aus dem dortigen Salz extrahieren und den Überschuss gewinnbringend weiterverkaufen könnte. Eine der ersten Anschaffungen des Unternehmens nach der Umsiedlung war eine Salzgewinnungsanlage, die jedoch bald wieder stillgelegt wurde, nachdem die Gemeinde den Verkauf des überschüssigen Salzes nicht mehr genehmigte und die Anlage damit unrentabel wurde.
1943 übertrug Gunnar Andreasen alle Cheminova-Aktien auf den Aarhus Universitets Forskningsfond (Forschungsfonds der Universität Aarhus).
2015 wurde Cheminova für ca. 1,8 Milliarden USD vom amerikanischen Chemieunternehmen FMC Corporation übernommen.

## Konzern
2013 erwirtschaftete Cheminova 38 % seines Umsatzes in Europa und 30 % in Lateinamerika. Seit 2013 wird die Tochter unter dem Namen Cheminova Deutschland geführt.

## Produkte

Logo von Stähler

Zu den derzeitigen Produkten von Cheminova gehören Insektizide, Unkrautvertilgungsmittel und Fungizide sowie einige Düngemittel. Diese Agrochemikalien werden meist als gebrauchsfertige Mischungen unter eigenen Markennamen und Zulassungen verkauft. Darüber hinaus wird eine Reihe von nichtlandwirtschaftlichen Chemikalien verkauft, darunter Schaumflotationshilfen für den Bergbau und Konservierungsmittel für die Lebensmittelindustrie.
Einige Jahre lang waren Organophosphat-Pestizide (wie z. B. Parathion) das Hauptprodukt von Cheminova. Später erfolgte eine erhebliche Diversifizierung in das oben erwähnte breitere Portfolio, zum Teil durch interne Entwicklung, aber auch durch Zukauf von konkurrierenden Unternehmen, wie beispielsweise 2011 das Stader Unternehmen Stähler Agrochemie; zu den Produkten gehören beispielsweise Azoxystrobin, Bacillus thuringiensis (Dipel ES), Chloridazon, Chlortoluron, Dicamba, Flutriafol, Fosetyl-aluminium, Mesotrion, Metamitron, Metsulfuronmethyl, Pethoxamid und Phenmedipham.
Diese Entwicklung konzentrierte sich auf die Verbesserung der für die Produktion verwendeten chemischen Verfahren und auf die Verringerung der Umweltauswirkungen der Produkte. Parallel dazu wurde eine Reihe sehr giftiger Pestizide (so genannte WHO-Klasse-Produkte) schrittweise aus dem Verkehr gezogen.

## Umweltverschmutzung
Die Aktivitäten von Cheminova hinterließen sowohl am Standort Mørkhøj als auch am Standort Måløv erhebliche Bodenverunreinigungen. Eine Chemiemülldeponie bei Høfde 42, Harboøre Tange, wurde von Cheminova in den späten 1950er und frühen 1960er Jahren intensiv für die Entsorgung gefährlicher fester und flüssiger Chemieabfälle genutzt. 2023 schätzte die Region Midtjylland, dass allein die genaue Schadensermittlung am Produktionsstandort Rønland rund 500 Millionen DKK kosten wird; Sanierung und zukünftiger Schutz von Boden und Gewässern könnten einen zweistelligen Millionenbetrag jährlich kosten.
Im Frühjahr 2024 wurde bekannt, dass das Umweltministerium die Einleitung umweltschädlicher Produktionsabfälle (Arsen, Quecksilber) in die umliegenden Gewässer zulässt, obwohl damit gegen europäische Richtlinien verstoßen wird.